# Eita
Eita är en del av en ö i Kiribati.   Den ligger i örådet Tarawa och ögruppen Gilbertöarna, i den sydöstra delen av landet, 13 km öster om huvudstaden Tarawa.